# من یک برلینی هستم
من یک برلینی هستم (به آلمانی: Ich bin ein Berliner) گفتاورد معروفی از سخنرانی جان اف کندی در ۲۶ ژوئیه ۱۹۶۳ در کنار شهرداری شونبرگ است که در حین بازدید وی از برلین غربی صورت گرفت. این اولین بازدید یک رئیس‌جمهور آمریکا از برلین پس از ساخته شدن دیوار برلین توسط اتحاد جماهیر شوروی بود. این جمله که به منظور ابراز همراهی آمریکا با مردم آلمان غربی و به‌ویژه برلین غربی بود، در میان سخنرانی‌ای بیان شد که به‌عنوان یکی از مهمترین وقایع دوران جنگ سرد از آن یاد می‌شود.
کندی ایستاده بر روی پله‌های شهرداری گفت:
دو هزار سال پیش باافتخارترین رجز این بود: من یک شهروند رومی هستم (به لاتین: Civis Romanus sum). امروز، در دنیای آزادی، پرافتخارترین رجز من یک برلینی هستم می‌باشد. تمامی مردم آزاده، هر جای ممکنی که زندگی کنند، شهروندان برلینی هستند. در نتیجه من به عنوان یک انسان آزاد به این کلام مفتخرم: ٬٬من یک برلینی هستم٬٬.